# Francis Xavier Vira Arpondratana
Francis Xavier Vira Arpondratana (ur. 3 października 1955 w Sam Saem) – tajski duchowny rzymskokatolicki, biskup diecezjalny Chiang Mai w latach 2009–2025, sekretarz generalny Konferencji Episkopatu Tajlandii w latach 2018–2025, administrator apostolski sede vacante archidiecezji Bangkoku w latach 2024–2025, arcybiskup metropolita Bangkoku od 2025, przewodniczący Konferencji Episkopatu Tajlandii od 2025.

## Życiorys
Święcenia kapłańskie przyjął 7 czerwca 1981 i został inkardynowany do archidiecezji Bangkoku. Był m.in. wicerektorem niższego seminarium, dyrektorem diecezjalnego centrum katechetycznego oraz wykładowcą krajowego seminarium w Sampran.
10 lutego 2009 został prekonizowany biskupem Chiang Mai, zaś 1 maja 2009 przyjął sakrę biskupią z rąk kard. Michaela Michai Kitbunchu.
W latach 2018-2025 pełnił funkcję sekretarza generalnego tajskiej Konferencji Episkopatu.
11 stycznia 2025 papież Franciszek mianował go arcybiskupem metropolitą Bangkoku. Ingres odbył 2 marca 2025. 25 marca 2025 wybrany przewodniczącym tajskiej Konferencji Episkopatu. Paliusz otrzymał z rąk papieża Leona XIV w dniu 29 czerwca 2025.